# بقرة كروية

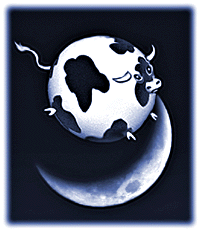
بقرة كروية تقفز فوق القمر

بقرة كروية هو تشبيه يقصد به النماذج العلمية المبسطة لظواهر حياتية معقدة.

## النكت
مصدر التشبيه يأتي من نكتة تدور حول فيزيائيين نظريين:
كان أحد المزارعين يعاني من إنخفاض إنتاج الحليب عند أبقاره، فقرر مراسلة جامعة قريبة ليطلب المساعدة من المجتمع الأكاديمي. تم تشكيل فريق أساتذة من مختلف التخصصات لمعالجة المشكلة، يرأسهم فيزيائي نظري. اتجه الفريق إلى المزرعة وأمضى أسبوعين من الفحص والملاحظة الدقيقة، عادوا بعدها إلى الجامعة، ودفاترهم مليئة بالمعلومات والملاحظات. كانت مهمة كتابة التقرير من مسئولية رئيس الفريق، الذي أنهى التقرير وعاد للمزارع ليقول له «لدي الحل، لكنه لا ينطبق إلا على الأبقار الكروية في الفراغ.»
للنكتة روايات متنوعة كثيرة، إحداها تتضمن حصانا كرويا في الفراغ، وهي عن فيزيائي يزعم أنه يستطيع أن يتنبأ بالحصان الفائز في أي سباق خيول بدقة تصل إلى عدة خانات بعد الفاصلة، شريطة أن يكون الحصان كرويا وقابلا للتمدد ويتحرك في الفراغ.
المقصد من النكتة هو أن الفيزيائيين عادة ما يقومون بتبسيط المشكلة إلى أبسط صيغة يمكن تخيلها من أجل جعل العمليات الحسابية أكثر سهولة، رغم أن هذا التبسيط قد يعيق من القدرة على تطبيق الحل على أرض الواقع.

## في الثقافة الشعبية
- في مشهد من المسلسل التلفزيوني الوثائقي الكاذب براس آي، يتكلم المقدم كريس موريس حول الإنتاج اللأخلاقي للحوم الأبقار الكروية.
- في المسلسل الكوميدي نظرية الانفجار العظيم، في الموسم الأول، الحلقة التاسعة،[5] يذكر لينارد هوفستادير هذه النكتة لكن بتغيير بسيط (بدجاج كروي في الفراغ).
- تم إطلاق الاسم الرمزي «بقرة كروية» على نظام تشغيل فيدورا 18 من توزيعة لينكس.[6]